# December 2015
Dit artikel geeft een chronologisch overzicht van de belangrijkste gebeurtenissen per dag van de maand december in het jaar 2015.

## Gebeurtenissen

### 1 december
- De Burkinese oud-premier Roch Marc Kaboré wint de presidentsverkiezingen in zijn land.
- De Syrische terreurgroep al-Nusra Front laat 16 gegijzelde Libanese militairen vrij in ruil voor 13 militanten.
- In de afgelopen weken spoelden elf houten boten met daarop meer dan twintig lijken aan op de Japanse kust.
- De Duitse regering besluit 1200 militairen in te zetten tegen terreurgroep IS.
- De Russische regering stelt een verbod in op chartervluchten naar Turkije.
- In de strijd tegen terreurgroep IS stuurt de Verenigde Staten extra speciale eenheden naar Irak en Syrië.
- Een rechtbank in Argentinië veroordeelt oud-president Carlos Menem tot een gevangenisstraf van 4,5 jaar voor de verduistering van overheidsgeld.
- Het Surinaamse Hof van Justitie oordeelt dat het Openbaar Ministerie alsnog de verdachten van de decembermoorden, onder wie president Desi Bouterse, moet vervolgen ondanks de amnestiewet uit 2012.

### 2 december
- Het Chinese speelgoed- en gadgetbedrijf VTech blijkt op 14 november met een SQL-injectie te zijn gehackt, met als gevolg dat de persoonlijke gegevens van 4,9 miljoen ouders en 6,4 miljoen kinderen zijn gestolen. Het gaat vooral om mensen in de VS, maar ook om ruim 200.000 mensen (ouders en kinderen) in Nederland.
- Onderzoekers treffen In Patagonië, een gebied in Zuid-Amerika, ruim 300 dode Noordse vinvissen aan.
- Als gevolg van zware moessonregen met overstromingen tot gevolg kampt het zuidoosten van India met de zwaarste regenval in honderd jaar. Het noodweer eist aan meer dan 250 mensen het leven.
- Bij een zelfmoordaanslag in het noorden van Kameroen komen drie burgers om het leven.
- Het Kameroense leger bevrijdt 900 gijzelaars uit handen van de terreurgroep Boko Haram. Bij de bevrijdingsactie komen zo'n honderd strijders van de terreurgroep om het leven.
- Het Spaanse Constitutionele Hof verklaart de resolutie over de onafhankelijkheid van het Catalaans Parlement ongrondwettelijk.
- Tijdens een rechtszaak van de niet-gouvernementele organisatie Privacy International tegen de Britse inlichtingendienst GCHQ komt naar voren dat de geheime dienst computers en smartphones in binnen- en buitenland hackt.
- Bij een schietpartij in een zorgcentrum in de Amerikaanse stad San Bernardino vallen 14 doden en 21 gewonden. De daders van de schietpartij vluchten per auto en worden enkele uren na het bloedbad gedood door de politie. Terreurgroep IS eist de aanslag op.
- Een meerderheid in het Britse Lagerhuis stemt voor het bombarderen van doelen van terreurgroep IS in Syrië.
- Terreurgroep IS publiceert een video waarin te zien is dat een Russische spion wordt onthoofd.

### 3 december
- Het Braziliaanse lagerhuis start een afzettingsprocedure tegen president Dilma Rousseff.
- Het hoogste hof van beroep in Zuid-Afrika acht de gehandicapte atleet Oscar Pistorius schuldig aan moord.
- De Zwitserse politie arresteert twee FIFA-officials. De twee arrestanten zijn de Paraguayaan Juan Angel Napout (voorzitter van de Zuid-Amerikaanse voetbalbond CONMEBOL) en de Hondurees Alfredo Hawit (interim-voorzitter van de Noord- en Midden-Amerikaanse voetbalbond CONCACAF). (Lees verder)
- De Europese Centrale Bank verlaagt de depositorente naar het historisch niveau van min 0,3 procent en verlengt haar opkoopprogramma van staatsobligaties van eurolanden tot maart 2017.
- Pakistan stuurt een groep van 30 afgewezen Pakistaanse vluchtelingen terug naar Griekenland.
- Een bombardement van de internationale coalitie onder leiding van Saoedi-Arabië op de Jemenitische stad Taiz treft een tentkliniek van hulporganisatie Artsen zonder Grenzen. Hierbij komen negen mensen om het leven.
- Griekenland gaat akkoord met hulp van het Europees agentschap Frontex bij de controle en registratie van vluchtelingen aan de grens met Macedonië. Het besluit volgt op een dreigement van de Europese Unie om Griekenland uit de schengenzone te gooien.
- Het Amerikaanse leger stelt alle gevechtsfuncties open voor vrouwen.
- De Denen wijzen deelname aan het beleid inzake justitie en binnenlandse zaken van de Europese Unie in een referendum af.

### 4 december
- De Belgische Raad van State bepaalt dat het plan van de Vlaamse minister Annemie Turtelboom om vanaf 2016 energie extra te belasten ongrondwettelijk is.
- Bij een aanslag op een restaurant in de Egyptische hoofdstad Caïro vallen 16 doden.
- Het Ecuadoriaanse parlement stemt in met de onbeperkt presidentiële herverkiezing in het land.
- Het Duitse parlement stemt in met de inzet van 1.200 militairen tegen terreurgroep IS in Syrië.
- China gaat 60 miljard dollar investeren in Afrika.
- Afghaanse en Amerikaanse commando's bevrijden veertig Afghaanse militairen en agenten uit een gevangenis van de Taliban.
- De Turkse kustwacht pakt in de afgelopen vier dagen 3000 vluchtelingen op die van plan waren naar Griekenland te gaan.
- De Egyptische politieke alliantie For the Love of Egypt wint de parlementsverkiezingen in het land.
- Turkije stuurt honderden militairen naar Irak om de Koerdische Peshmerga te trainen.

### 5 december
- Colombiaanse onderzoekers vinden het wrak van het Spaanse galjoen San José dat in 1708 tot zinken is gebracht bij de kust van Colombia. De lading van het schip bestond onder andere uit zilveren munten en gouden objecten.
- Bij een brand op een olieplatform voor de kust van Azerbeidzjan komen meer dan 30 mensen om het leven.
- De Italiaanse kustwacht redt meer dan 1500 vluchtelingen op de Middellandse Zee.
- De Georgische oud-president Micheil Saakasjvili raakt zijn Georgische staatsburgerschap kwijt. De Georgische regering ontneemt hem zijn staatsburgerschap omdat hij sinds mei 2015 tevens de Oekraïense nationaliteit heeft en de Georgische wet een dubbele nationaliteit verbiedt.
- Bij een drievoudige zelfmoordaanslag op een markt in Tsjaad vallen meer dan 25 doden.
- Het Verenigd Koninkrijk kampt met overstromingen als gevolg van storm Desmond. De autoriteiten evacueren ongeveer duizend mensen uit het Engelse graafschap Cumbria en Schotland. Het noodweer eist een mensenleven.

### 6 december
- Bij een aanslag met een autobom in de Jemenitische stad Aden komen de gouverneur van de provincie Aden en zes lijfwachten om het leven.
- Bij een botsing tussen een trein en een touringcar in Indonesië komen meer dan tien mensen om het leven.
- Bij bombardementen op de Syrische stad Raqqa komen meer dan 30 IS-strijders om het leven.
- De Nederlandse zwemster Ranomi Kromowidjojo wint goud op de 50 meter vrije slag bij het EK kortebaan in het Israëlische Netanja.

### 7 december
- Het Amerikaanse bouw- en ingenieursbedrijf Fluor Corporation neemt het Nederlandse technologieconcern Stork over.
- Een bombardement treft een kamp van het Syrische regeringsleger. Hierbij komen drie Syrische militairen om het leven. Syrië beschuldigt het door de Verenigde Staten geleide anti-IS-coalitie van het bombardement.
- De Venezolaanse oppositiepartij Verenigd Democratisch Platform (MUD) wint de parlementsverkiezingen in het land.
- De autoriteiten in de Chinese hoofdstad Peking geven de hoogste smogalarm af.
- De Letse premier Laimdota Straujuma dient haar ontslag in.
- De Verenigde Staten versoepelen de beperkingen op het handelsverkeer met Myanmar.

### 8 december
- Het Europees Parlement en de EU-lidstaten bereiken een akkoord over een cyberwet voor de Europese Unie.
- In de Chinese hoofdstad Peking zijn scholen en fabrieken dicht en er rijden minder auto's vanwege smog.
- De Franse toezichthouder Autorité des marchés financiers (AMF) legt handelsbedrijven Euronext en Virtu Financial (voorheen Madison Tyler) elk een boete op van vijf miljoen euro wegens oneerlijke handelspraktijken bij handelsorders van high-frequency trading.
- Zes vluchtelingenkinderen verdrinken nadat de boot waarop zij zaten zonk in de Egeïsche Zee.
- De Nederlandse toezichthouder ACM gaat akkoord met de fusie tussen de Staatsloterij en de Lotto.
- Het aantal buitenlanders die zich aansluiten bij terreurgroep IS is in de afgelopen 18 maanden verdubbeld.
- Irak vraagt de NAVO om hulp tegen de Turkse militaire aanwezigheid in het noorden van het land.
- De Russen bestoken voor het eerst doelen van terreurgroep IS vanaf de Middellandse Zee.
- Paus Franciscus opent een extra Heilig Jaar. Dit "Jubileum van Barmhartigheid" start op het Hoogfeest van de Onbevlekte Ontvangenis van Maria, tevens de vijftigste verjaardag van de sluiting van het Tweede Vaticaans Concilie en zal eindigen op 20 november 2016, op het Hoogfeest van Christus Koning.

### 9 december
- Het Syrische regeringsleger herovert de stad Homs op de rebellen. In 2011 was het een van de eerste steden waar de Syrische Burgeroorlog begon.
- Bij gevechten tussen Taliban-strijders en Afghaanse militairen op het vliegveld van Kandahar vallen circa 60 doden.
- Bij een zelfmoordaanslag op een moskee in de Iraakse hoofdstad Bagdad komen zeker elf mensen om het leven. Terreurgroep IS eist de aanslag op.
- Het Russische staatsbedrijf Rosatom staakt de bouw van een kerncentrale in Turkije na het neerhalen van een Russische straaljager door het Turkse leger.
- Archeologen ontdekken de plek waar de Romeinse generaal en staatsman Julius Caesar in 55 v.Chr. in een veldslag twee Germaanse stammen versloeg, bij de plaats Kessel in de Nederlandse gemeente Oss.
- Het Amerikaanse blad Time kiest de Duitse Bondskanselier Angela Merkel tot persoon van het jaar.

### 10 december
- Een Syrische vrouw en haar zeven kinderen verdrinken nadat de boot waarop zij zaten zonk in de Egeïsche Zee.
- De Noord-Koreaanse dictator Kim Jong-un zegt dat zijn land over waterstofbommen beschikt.
- De Amerikaanse inlichtingendienst FBI maakt gebruik van bestaande lekken in software bij het hacken van computers.
- De rechtbank van Amsterdam veroordeelt oud-Rochdale-topman Hubert Möllenkamp tot een gevangenisstraf van 2,5 jaar wegens onder meer verduistering, witwassen en jarenlange omkoping. (Lees verder)
- De Indiase acteur Salman Khan is in hoger beroep vrijgesproken van het overrijden van vijf zwervers, terwijl hij onder invloed was van alcohol.
- Bij een luchtaanval van de door de Verenigde Staten geleide coalitie komt de financiële leider van terreurgroep IS om het leven.
- De Aziatische Ontwikkelingsbank ADB leent een bedrag van circa 270 miljoen euro aan China voor de aanpak van smog in de hoofdstad Peking en andere steden in het noorden van het land.
- Het Europees Parlement stemt in met de opslag van passagiersgegevens van vluchten van, naar en tussen Europese landen.
- Mauricio Macri is beëdigd als president van Argentinië.
- De autoriteiten in Frankrijk stellen vogelgriep vast op twee boerderijen.

### 11 december
- De Franse minister van Buitenlandse Zaken maakt bekend dat de VN-klimaattop COP21 met een dag wordt verlengd.
- Het internationaal sporttribunaal CAS handhaaft de schorsing van 90 dagen van UEFA-voorzitter Michel Platini die de ethische commissie van de FIFA hem eerder oplegde.
- Bij een aanval op twee legerbases in de Burundese hoofdstad Bujumbura vallen meer dan 80 doden.
- Een Canadees militair vliegtuig haalt een eerste groep van 163 Syrische vluchtelingen op in Griekenland. De Canadese premier Justin Trudeau heeft toegezegd 25.000 vluchtelingen in zijn land op te zullen nemen. (Lees verder)
- Het Amerikaanse chemieconcern Dow Chemical gaat fuseren met haar branchegenoot DuPont.
- Bij een aanslag met een autobom bij de Spaanse ambassade in de Afghaanse hoofdstad Kabul komen drie terroristen en zes veiligheidsmensen om het leven. Terreurgroep Taliban eist de aanslag op.

### 12 december
- Het directe postverkeer tussen Cuba en de Verenigde Staten wordt na 52 jaar hervat.
- Ethiopië kampt met ernstige droogte en daardoor met een ernstig tekort aan voedsel en water.
- In Saoedi-Arabië mogen vrouwen voor het eerst stemmen en gekozen worden.
- België en Nederland zouden een Afrikaanse stemmenronselaar hebben omgekocht om het WK voetbal 2018 binnen te halen. Naar aanleiding hiervan stelt de Nederlandse voetbalbond KNVB een onderzoek in naar de kandidatuur.
- Tweeduizend (oud-)mariniers defileren op de Coolsingel in de Nederlandse stad Rotterdam tijdens de viering van 350 jaar Korps Mariniers.
- Een Chileense oud-militair bekent tijdens een radio-uitzending 18 moorden die plaatsvonden tijdens de dictatuurschap van generaal Augusto Pinochet.
- Tweede Kamervoorzitter Anouchka van Miltenburg stapt per direct op nadat haar functioneren te veel onder druk is komen te staan als gevolg van haar optreden rond het vernietigen van een klokkenluidersbrief die aan haar was gestuurd met gedetailleerde informatie over de deal tussen voormalig staatssecretaris van Veiligheid en Justitie Fred Teeven en crimineel Cees H.
- De delegaties van de 196 deelnemende landen aan de VN-klimaattop COP21 in Parijs bereiken een unaniem klimaatakkoord, dat juridisch bindend is. Het akkoord behelst onder meer de uitstoot van broeikasgassen terug te brengen, het beperken van de opwarming van de Aarde tot 1,5 graad en financiële hulp aan arme landen zodat zij de doelstellingen kunnen halen.
- In de Poolse hoofdstad Warschau gaan vijftigduizend mensen de straat op om te protesteren tegen het kabinet-Szydło.
- Het Akkoord van Parijs wordt getekend tijdens de Klimaatconferentie van Parijs 2015.

### 13 december
- Een helikopter van de Amerikaanse televisiezender MTV stort neer in Argentinië. Hierbij komen de twee inzittenden om het leven.
- Bij een brand in een kliniek voor psychiatrische patiënten in het midden van Rusland komen meer dan 20 mensen om het leven.
- Vier vrouwen winnen voor het eerst in de geschiedenis van Saoedi-Arabië gemeenteraadszetels.
- Bij een bomaanslag op een markt in het noordwesten van Pakistan vallen zeker twintig doden.
- Bij luchtaanvallen op en rond de Syrische stad Douma vallen meer dan 25 doden.

### 14 december
- Een bus met politieagenten stort neer in een ravijn in het noorden van Argentinië. Hierbij komen circa 40 mensen om het leven.
- De orkaan Melor raast over de Filipijnen. Er vallen zeker vier doden en ongeveer 1,4 miljoen mensen raken dakloos.
- Turkije haalt een deel van zijn troepen weg uit Noord-Irak na protest van Irak tegen de Turkse militaire aanwezigheid in het land.
- Bij confrontaties tussen Koerdische betogers en gewapende veiligheidstroepen in het zuidoosten van Turkije komen zeker zeven mensen om het leven.
- De milieucommissie van het Europees Parlement bepaalt dat autofabrikanten zich sneller moeten houden aan de uitstootnormen voor dieselauto's die in september 2017 ingaan.

### 15 december
- De jury van de P.C. Hooft-prijs 2016 kent Astrid Roemer de prijs toe voor haar verhalend oeuvre. De Surinaamse Roemer is de eerste auteur van Caraïbische afkomst die de prijs ontvangt.
- Een operatie van het Nigeriaanse leger tegen een sjiitische groepering resulteert in de dood van zeker 60 mensen.
- Saoedi-Arabië vormt een militaire coalitie met 33 andere islamitische landen tegen terreurgroepen als Boko Haram, IS en Taliban.
- Nederlandse juristen starten een rechtszaak tegen sociaalnetwerksite Facebook als het bedrijf niet stopt met het opslaan van Europese gebruikersdata in de Verenigde Staten.
- De Nederlandse atlete Dafne Schippers is tijdens het NOS | NOC*NSF Sportgala gekozen tot Sportvrouw van het Jaar 2015.
- Het Joegoslavië-tribunaal verklaart de vrijspraak van twee topmedewerkers van Servische geheime dienst nietig.
- Rusland en de Verenigde Staten bereiken overeenstemming over welke rebellengroepen mogen deelnemen aan de vredesbesprekingen over Syrië.

### 16 december
- De Houthi-rebellen in Jemen beschuldigen de internationale coalitie onder leiding van Saoedi-Arabië van schending van het staakt-het-vuren.
- Het Japanse Hooggerechtshof bepaalt dat Japanse vrouwen de achternaam van hun man moeten aannemen als ze trouwen.
- Een gewapende bende ontvoert 26 Qatarese jagers uit het Grote Arabische Woestijn in Irak.
- De Federal Reserve (Fed) verhoogt het belangrijkste rentetarief met een kwart procentpunt tot tussen de 0,25 en 0,5 procent. Het is de eerste keer in bijna tien jaar dat Fed de rente verhoogd.
- De Europese Commissie, Het Europees Parlement, en de Raad van Ministers bereiken een akkoord over de bescherming van gebruikersdata van Europeanen.

### 17 december
- De Verenigde Staten en Cuba bereiken overeenstemming over het hervatten van commerciële vluchten over de twee landen.
- De twee rivaliserende regeringen in Libië bereiken in Marokko een vredesakkoord dat voorziet in de vorming van een regering van nationale eenheid.
- Bij gevechten tussen het Turkse leger en PKK-strijders komen zeker 26 mensen om het leven.
- Een rechtbank In Frankrijk bepaalt dat IMF-topvrouw Christine Lagarde terecht moet staan vanwege haar rol in een zaak over fraude van overheidsgeld tijdens haar ministerschap in 2008.

### 18 december
- De autoriteiten in de Chinese hoofdstad Peking kondigen opnieuw de hoogste smogalarm af. Het is de tweede keer in 14 dagen dat code rood wordt afgegeven.
- In ruil voor het doorvoeren van economische hervormingen krijgt Irak een noodlening van 1,2 miljard dollar van de Wereldbank om de publieke voorzieningen en de infrastructuur in het land te herstellen.
- De Afrikaanse Unie stuurt een vredesmacht van 5000 militairen naar Burundi om te voorkomen dat een burgeroorlog uitbreek in het Midden-Afrikaanse land.
- Bij gevechten tussen het Turkse leger en PKK-strijders in het zuidoosten van Turkije komen meer dan 50 Koerden om het leven.
- De Taliban richt een speciale eenheid op bestaande uit meer dan duizend strijders om de terreurgroep IS uit Afghanistan te verdrijven.
- De Belgische regering voert een hervorming van de asielwet door, waardoor vluchtelingen niet langer permanent mogen blijven in het land.
- Het gerechtshof in Den Haag bepaalt dat het Nederlands-Brits energieconcern Shell in Nederland mag worden berecht voor de milieuschade aangericht in Nigeria door olielekkages.
- Koerdische Peshmerga-strijders slaan met behulp van Amerikaanse en Canadese luchtsteun een aanval van terreurgroep IS bij de Iraakse stad Mosoel af. Hierbij komen 180 IS-strijders en tientallen Koerdische strijders om het leven.

### 19 december
- De inwoners van Bonaire stemmen in een referendum tegen de status van het Caraïbisch eiland als bijzondere gemeente van Nederland.
- Bij een Amerikaans bombardement op IS-doelen bij de Iraakse stad Fallujah komen ongeveer tien Iraakse militairen om het leven.
- De vijftien leden van de Veiligheidsraad van de Verenigde Naties nemen unaniem een resolutie over Syrië aan. De aangenomen VN-resolutie voorziet onder meer in de vorming van een overgangsregering.
- Uit een vrijgekomen FBI-dossier blijkt dat de Amerikaanse inlichtingendienst jarenlang onderzoek deed naar de Amerikaanse folkzanger Pete Seeger.
- De Rwandese bevolking stemt in een referendum met een ruime meerderheid van 98 procent voor verhoging van het aantal presidentstermijnen in het Midden-Afrikaanse land.
- Achttien vluchtelingen verdrinken nadat de boot waarop zij zaten zonk voor de Turkse kust.
- Bij een lawine op het Noorse eiland Spitsbergen vallen twee doden en negen gewonden.
- Een rechter in Brazilië legt beslag op de eigendommen van de mijnbouwbedrijven BHP Billiton en Vale wegens de milieuschade die werd aangericht door zwaar verontreinigde water na het doorbreken van een dam die eigendom is van hun dochteronderneming Samarco.
- Turkije haalt haar troepen uit Noord-Irak weg na protest daartegen van de Iraakse regering.
- Ondanks het staakt-het-vuren schenden de strijdende partijen in Jemen het bestand. Uit protest tegen de bestandsschendingen door de internationale coalitie onder leiding van Saoedi-Arabië weigeren de Houthi-rebellen verder te praten.

### 20 december
- De Spaanse Mireia Lalaguna Royo wordt gekroond tot winnares van de Miss World-verkiezing.
- Bij een bootongeluk bij het Indonesische eiland Sulawesi komen minstens drie mensen om het leven.
- Bij een raketaanval op de Syrische hoofdstad Damascus komt een lid van de Libanese militante beweging Hezbollah om het leven.
- Door extreme droogte woeden er ruim honderd bosbranden in Spanje.
- Russische bombardementen op de Syrische stad Idlib eisen meer dan 40 levens.
- Een meerderheid van de bevolking van Slovenië spreekt zich in een referendum uit tegen het homohuwelijk.
- Bij een aardverschuiving in het zuiden van China vallen minstens vier doden. Meer dan 70 mensen worden vermist.

### 21 december
- De Filipijnse Pia Alonzo Wurtzbach wordt gekroond tot winnares van de 64ste editie van de Miss Universe-verkiezing.
- De regerende Volkspartij van de Spaanse premier Rajoy wint de parlementsverkiezingen in het land, maar verliest haar meerderheid in de Cortes Generales. Daardoor moet er voor het eerst in de Spaanse geschiedenis een coalitie worden gevormd.
- Drie Venezolaanse opvarenden komen om het leven nadat het schip waarop zij zaten zonk bij Aruba.
- De ethische commissie van de FIFA schorst UEFA-voorzitter Michel Platini en FIFA-voorzitter Sepp Blatter voor acht jaar wegens het ontbreken van ethisch besef, overtreding van interne regels en machtsmisbruik.
- Bij een zelfmoordaanslag bij de Afghaanse luchtmachtbasis Bagram komen zeker zes Amerikaanse militairen om het leven.

### 22 december
- De Malinese regering roept de noodtoestand uit wegens het oplaaiende geweld in het land.
- Het Amerikaanse ruimtebedrijf SpaceX slaagt erin om een onbemande raket te laten landen. Het is voor het eerst dat dat lukte.
- De Australische regering geeft toestemming voor een uitbreiding van een kolenhaven bij het Great Barrier Reef.
- Bij aanval op een bus in Kenia door Al-Shabaab-extremisten komen zeker twee mensen om het leven. Het dodental bleef beperkt doordat moslimpassagiers weigerden hun christelijke medepassagiers aan te wijzen.
- Het Panamese Hooggerechtshof beveelt de arrestatie van oud-president Ricardo Martinelli vanwege spionagepraktijken op kosten van de overheid.
- De Indiase senaat stemt in met een verhoging van de maximumstraf bij verkrachting door minderjarigen. Aanleiding is de vrijlating een van een 20-jarige dader van een dodelijke groepsverkrachting in 2012, die toen minderjarig was. Door de wetswijziging gaat de maximumstraf bij ernstige zedendelicten door minderjarigen van drie jaar naar twintig jaar cel, levenslang of doodstraf.
- De rechtbank Limburg verleent uitstel van betaling aan het Nederlands detailhandelsconcern Macintosh Retail Group.
- Een meerderheid in de Nederlandse Eerste Kamer stemt tegen de aanleg van windmolenparken op zee.

### 23 december
- De Rechtbank Amsterdam verleent uitstel van betaling aan warenhuisconcern V&D en drogisterijketen DA.
- Mensenrechtenorganisatie Amnesty International beschuldigt Rusland van mogelijk oorlogsmisdaden in Syrië. Volgens de mensenrechtenorganisatie kostten Russische bombardementen het leven aan honderden Syriërs.
- Het Iraakse leger voert een aanval op de stad Ramadi om de stad te bevrijden van terreurgroep IS.
- Een rechter in Rusland vaardigt een internationaal arrestatiebevel uit tegen Poetin-criticus Michail Chodorkovski.
- De Karelsprijs 2016 gaat naar Paus Franciscus.
- Bij geweld in Jeruzalem komen twee Israëliërs en twee Palestijnen om het leven.
- Bij gevechten tussen Afghaanse troepen en strijders van terreurgroep Taliban komen zeker 50 militanten van terreurgroep om het leven.
- De premier van Georgië, Irakli Garibasjvili, dient zonder nadere toelichting zijn ontslag in.

### 24 december
- België herstart de oude kernreactor Doel 2.
- Bij een brand in een ziekenhuis in Saoedi-Arabië komen circa 30 mensen om het leven.
- De Nederlandse topambtenaar Erik Akerboom is benoemd tot chef van de Nationale politie.
- Het Oekraïense parlement stemt in met een handelsembargo tegen Rusland.
- Een zwartrijder steekt op het treinstation van Herborn (Duitsland) een politieagent dood.
- Israëlische militairen schieten drie Palestijnse messentrekkers dood. Bij een schietpartij tussen Palestijnen en Israëlische militairen kwam een vierde Palestijn om het leven.
- Zeker achttien vluchtelingen verdrinken nadat de boot waarop zij zaten omsloeg bij de Turkse kust.
- Bij een busongeluk in het noorden van Afghanistan komen meer dan 50 mensen om het leven.
- De Amerikaanse regering keert schadevergoedingen tot 4,4 miljoen dollar aan de slachtoffers van de gijzeling in de Amerikaanse ambassade in de Iraanse hoofdstad Teheran in 1979 en hun nabestaanden uit.
- De stad Antwerpen wint het Belgische loopevenement voor steden Warmathon.

### 25 december
- Het Belgische elektriciteitsbedrijf Engie Electrabel legt kernreactor Doel 3 stil wegens een waterlek.
- Een opgravingsteam ontdekt 285 gouden munten in een graf uit de tijd van de Han-dynastie in de Chinese provincie Jiangxi.
- Bij een ontploffing en brand bij een gasdepot in het zuidoosten van Nigeria komen tientallen mensen om het leven.
- Bij een luchtaanval op Syrië komt de rebellenleider Zahran Aloush om het leven.
- De Italiaanse kustwacht redt circa 100 bootvluchtelingen uit de Middellandse Zee.

### 26 december
- De Amerikaanse staten Alabama, Arkansans, Mississippi, Tennessee en Texas kampen met zware overstromingen en tornado's. Het noodweer kost aan meer dan 40 mensen het leven.
- De Israëlische politie schiet een Palestijnse messentrekker dood.
- Bij een groot anti-corruptie-operatie in Servië zijn 79 mensen opgepakt. Onder de arrestanten zijn een oud-minister, ambtenaren en oud-burgemeesters.
- Bij een zelfmoordaanslag en bij gevechten tussen Syrische militairen en rebellen in de provincie Aleppo komen 33 militairen en 38 islamitische strijders om het leven.
- De Duitse marine redt meer dan 500 bootvluchtelingen uit de Middellandse Zee.
- Het noorden van Engeland kampt opnieuw met overstromingen door hevige regenval. De autoriteiten evacueren honderden mensen uit de graafschappen Lancashire en Yorkshire.
- Argentinië, Bolivia, Paraguay, Uruguay en Zuid-Brazilië kampen met de ergste overstromingen in dertig jaar. Het noodweer kost aan minstens acht mensen het leven; ruim 100.000 zijn geëvacueerd.

### 27 december
- De politie in de Amerikaanse stad Chicago schiet per ongeluk een 55-jarige zwarte vrouw dood. Bij het politieoptreden komt ook haar buurjongen, een met knuppel gewapende Afro-Amerikaanse jongeman om het leven.
- Het Iraakse leger meldt dat de stad Ramadi in zijn geheel is veroverd op terreurgroep IS.
- Het noordoosten van Australië kampt met overstromingen als gevolg van de tropische storm Oswald. Vanwege het noodweer evacueren de autoriteiten duizenden mensen uit de getroffen gebieden.
- In Noordwest-Engeland, met name ten noorden van Manchester, hebben duizenden mensen hun woning moeten verlaten vanwege zware overstromingen. Onder meer de Irwell en Ribble zijn ver buiten hun oevers getreden. Het is de derde keer binnen slechts een maand dat er in dit gebied sprake is van zware wateroverlast.

### 28 december
- Bij een zelfmoordaanslag bij de Afghaanse luchthaven van Kabul komt een burger om het leven. Terreurgroep Taliban eist de aanslag op.
- Japan en Zuid-Korea bereiken een akkoord over Zuid-Koreaanse troostmeisjes die gedwongen als prostituee voor het Japanse leger moesten werken tijdens de Tweede Wereldoorlog. In het akkoord biedt de Japanse premier Abe formele excuses aan voor de kwestie; er wordt een fonds voor de vrouwen opgericht van omgerekend enkele miljoenen euro's.
- Bij drie bomaanslagen in de Syrische stad Homs komen zeker dertig mensen om het leven.
- De Italiaanse steden Milaan en Rome stellen een tweedaagse autovrije dag in vanwege smog.
- Een politieagent gijzelt en doodt drie collega's op een politiebureau in Puerto Rico na een ruzie.

### 29 december
- De Wereldgezondheidsorganisatie verklaart Guinee vrij van ebola.
- Bij een zelfmoordaanslag bij een regeringsgebouw in de Pakistaanse stad Mardan komen meer dan twintig mensen om het leven.
- Bij luchtaanvallen van de internationale coalitie onder leiding van de Verenigde Staten op doelen van terreurgroep IS zijn de afgelopen maand tien kopstukken van de terreurgroep om het leven gekomen.
- De Rechtbank Amsterdam spreekt het faillissement uit over de DA Retailgroep, het moederbedrijf van de Nederlandse drogisterijketen DA.
- De Nederlandse Drogisterij Service, een dochteronderneming van groothandel Holland Pharma, neemt de failliete drogisterijketen DA over.

### 30 december
- Naast het zuidoosten van de Verenigde Staten kampt ook het middenwesten van het land met overstromingen. In de staten Mississippi en Illinois komen zeker achttien mensen om het leven door het noodweer; honderden mensen hebben hun woning moeten verlaten.
- De Russische premier Dmitri Medvedev tekent een decreet waarmee nieuwe economische sancties worden ingesteld tegen Turkije. Onder de sancties vallen onder meer Turkse bouwbedrijven, hotels en reisbureaus. De aanleiding hiervoor is het neerhalen van een Russische straaljager door het Turkse leger boven de Syrisch-Turkse grens.
- Volgens bronnen van de Amerikaanse krant The Wall Street Journal luisterde president Obama de Israëlische premier Netanyahu af.
- Een Amerikaans aanklager in Pennsylvania besluit komiek Bill Cosby te vervolgen voor aanranding of verkrachting van een vrouw die hem daarvan beschuldigde.
- Een rechter in Argentinië veroordeelt de twee oud-ministers van Verkeer Ricardo Jaime en Juan Pablo Schiavi tot respectievelijk zes en acht jaar celstraf vanwege fraude en mismanagement bij het Argentijns spoorwegbedrijf Trenes de Buenos Aires waardoor 51 doden vielen bij een treinongeluk in 2012.
- Een rechter in Nederland verklaart detailhandelsconcern Macintosh Retail Group failliet.
- Volgens een Amerikaanse inlichtingenofficier zijn er nog zo'n 700 IS-strijders in de door het Iraakse leger heroverde stad Ramadi aanwezig.

### 31 december
- Bij twee zelfmoordaanslagen in een christelijke wijk van de Noord-Syrische stad Kamishli komen zeker zestien mensen om het leven. Terreurgroep IS eist de aanslagen op.
- Bij gevechten tussen het Filipijnse regeringsleger en leden van terreurgroep Abu Sayyaf op het eiland Jolo komen een militair en acht militanten om het leven.
- De rechtbank Amsterdam spreekt het faillissement uit over het Nederlands warenhuisconcern V&D.
- In de Duitse stad München wordt een terreuralarm afgekondigd. Ongeveer een uur voor middernacht worden twee stations (München Hauptbahnhof en Station München-Pasing) door de politie afgesloten na een tip van een bevriende inlichtingendienst over een mogelijke aanslag van terroristische organisatie IS.
- In België worden in het kader van het onderzoek naar de Kamikaze Riders zes terrorismeverdachten gearresteerd na huiszoekingen in Sint-Jans-Molenbeek, Anderlecht, Laken en Sint-Pieters-Leeuw. De motorbende zou van plan zijn om op oudejaarsavond een aanslag te plegen.

## Weerextremen
Deze maand was zowel in Nederland als in België sinds het begin van de metingen de eerste decembermaand die geheel vorstloos verliep en de zachtste decembermaand sinds 1706. De gemiddelde temperatuur bedroeg 9,5 °C.

## Overleden
<< · januari · februari · maart · april · mei · juni · juli · augustus · september · oktober · november · december · >>